# Клостернойбург (манастир)
Манастир Клостернойбург (на немски: Stift Klosterneuburg) се намира в град Клостернойбург, северозападно от Виена в Долна Австрия.
Комплексът е подарен през 1108 г. от австрийския маркграф Леополд III Светия († 15 ноември 1136) от род Бабенберги и съпругата му Агнес от Вайблинген († 24 септември 1143) на мястото, където му се явила Дева Мария. Двамата са погребани в манастира.